# فيغو دي كادوري
فيغو دي كادوري (بالإيطالية: Vigo di Cadore)‏ هي بلدية في مقاطعة بلونة في منطقة فنيتة الإيطالية، وتقع على بعد 120 كيلومترًا (75 ميلًا) شمال مدينة البندقية و 45 كيلومترًا (28 ميلًا) شمال شرق بلونة.